# Nigel Stepney
Nigel Stepney, född 14 november 1958 i Ufton, Warwickshire, död 2 maj 2014 nära Ashford, Kent, var en brittisk före detta tekniker i F1-stallen Benetton och Ferrari, där han ansvarade för raceteamet. Han läckte papper till Mike Coughlan i McLaren vilket satte igång Stepneygate. Stepney dömdes 2010 i italiensk domstol till 20 månaders fängelse och 600 euro i böter för industrispionage och sabotage. Stepney slapp dock fängelsestraffet efter att en så kallad "plea bargain" framförhandlats, en uppgörelse till straffrabatt som är möjlig inom ramarna för det italienska rättsväsendet.